# Martinho Zaccaria
Martinho Zaccaria (em italiano: Martino Zaccaria) foi senhor de Quio de 1314 a 1329, governante de várias ilhas egeias e barão de Veligosti-Damala e Chalandritza, no Principado da Acaia. Distinguiu-se na luta contra os piratas turcos no mar Egeu, e recebeu o título de "rei e déspota da Ásia Menor" do imperador latino titular, Filipe II. Foi deposto de seu governo de Quio por uma expedição bizantina em 1329 e permaneceu preso em Constantinopla até 1337.
Martinho então retornou para a Itália, onde foi nomeado o embaixador genovês da Santa Sé. Em 1343, foi nomeado comandante do esquadrão papal na Cruzada de Esmirna contra Umur Begue, governante do Emirado de Aidim, e participou no ataque de Esmirna em outubro de 1344. Foi morto, junto com vários outros líderes cruzados, num ataque turco em 17 de janeiro de 1345.

## Vida

### Senhor de Quio e guerras contra os turcos

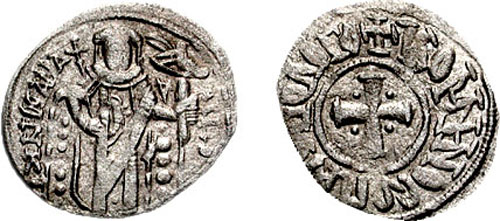
Tornês de r.

Martinho Zacaria foi um descendente da família Zaccaria oriunda de Gênova. Através de seu pai, Nicolino, foi um sobrinho de Benedito I, senhor de Quio e de Foceia na costa da Anatólia. Benedito I capturou Quio do Império Bizantino em 1304, sob alegação da vulnerabilidade da ilha aos ataques turcos. Sua ocupação foi reconhecida pelo importante imperador bizantino Andrônico II Paleólogo, inicialmente por um período de 10 anos, mas que foi então renovado em intervalos de cinco anos. Benedito morreu em 1307 e foi sucedido em Quio por seu filho, Paleólogo Zaccaria. Quando morreu sem descendência em 1314, a ilha passou para Martinho e seu irmão, Benedito II. Quio era um pequeno mas rico domínio, com uma receita anual de 120 000 hipérpiros de ouro. Pelos próximos anos, Martinho fez-a o cento dum pequeno reino compreendendo várias ilhas da costa da Ásia Menor, incluindo Samos e Cós.
Como senhor de Quio, Martinho e Benedito lutaram com distinção contra os piratas turcos, que apareceram no Egeu nos primeiros anos do século XIV. Em 1304, a captura do Éfeso pelo Beilhique de Mentexe provocou a ocupação genovesa de Quio, e raides contra as ilhas egeias intensificaram nos anos seguintes. O Emirado de Aidim logo emergiu como o principal emirado turco marítimo, especialmente sob a liderança de Umur Begue, enquanto os Zaccaria, junto com os Cavaleiros Hospitalários de Rodes, tornaram-se os dois principais antagonistas dos piratas turcos. Os Zaccaria relatadamente mantiveram 1 000 infantes, 100 cavaleiros e algumas galés em constante alerta.
Em 1317, eles perderam a cidadela de Esmirna para os aidinidas da costa anatólica, mas continuaram a reter a cidade baixa até 1329, quando Umur Begue capturou-a. Em 1319, contudo, Martinho participou com sete navios numa frota hospitalária que conseguiu uma vitória esmagadora contra a frota aidinida do Éfeso. Pelo fim de seu governo em Quio, diz-se que Martinho tomou cativos ou matou mais de 10 000 turcos, e recebeu um tributo anual para não atacá-los.
Seus esforços constantes contra os piratas turcos valeu-lhe grandes elogios pelos escritores latinos contemporâneos, que escreveram que se não fosse sua vigilância, "nenhum homem, mulher, cachorro, gato ou qualquer animal vivo poderia ter permanecido em quaisquer das ilhas vizinhas". Martinho também interveio para parar o comércio de escravos realizado por Genoese de Alexandria, pelo que foi louvado pelo papa João XXII, que em troca conferiu-lhe o direito de exportar mástique para o Egito, e propôs que Zaccaria comandasse as frotas latinas no Egeu.
O prestígio de Martinho ascendeu ainda mais quando ele também tornou-se um dos mais importantes feudatários no Principado da Acaia. Logo após 1316, comprou os direitos para a Baronia de Chalandritza de Aimão de Rans, embora num documento de 1324 ele apareça como proprietário de apenas metade dela, a outra sendo mantida por Pedro de Carceri. Martinho adicionou-a a seus domínios quando ele casou-se com Jaqueline de la Roche, que era aparentada com os duques de la Roche de Atenas e herdeira da Baronia de Veligosti-Damala; sua posição elevada foi reconhecida por Filipe II, imperador latino titular de Constantinopla, que em 1325 nomeou-o "rei e déspota da Ásia Menor" e deu-lhe como feudos as ilhas de Quio, Samos, Cós e Lesbos — que formaram parte dos domínios pessoais dos imperadores latinos pelo Tratado de Viterbo — bem como Tênedo, Icária, Enusses e Mármara. Essa concessão foi essencialmente simbólica, exceto para as primeiras três, que o Zaccaria já controlava; as demais estavam sob controle dos bizantinos ou turcos. Em troca, Martinho prometeu ajudar com 500 cavaleiros na esperada, mas nunca realizada, expedição de Filipe II para recuperar Constantinopla dos bizantinos.

### Recuperação bizantina de Quio

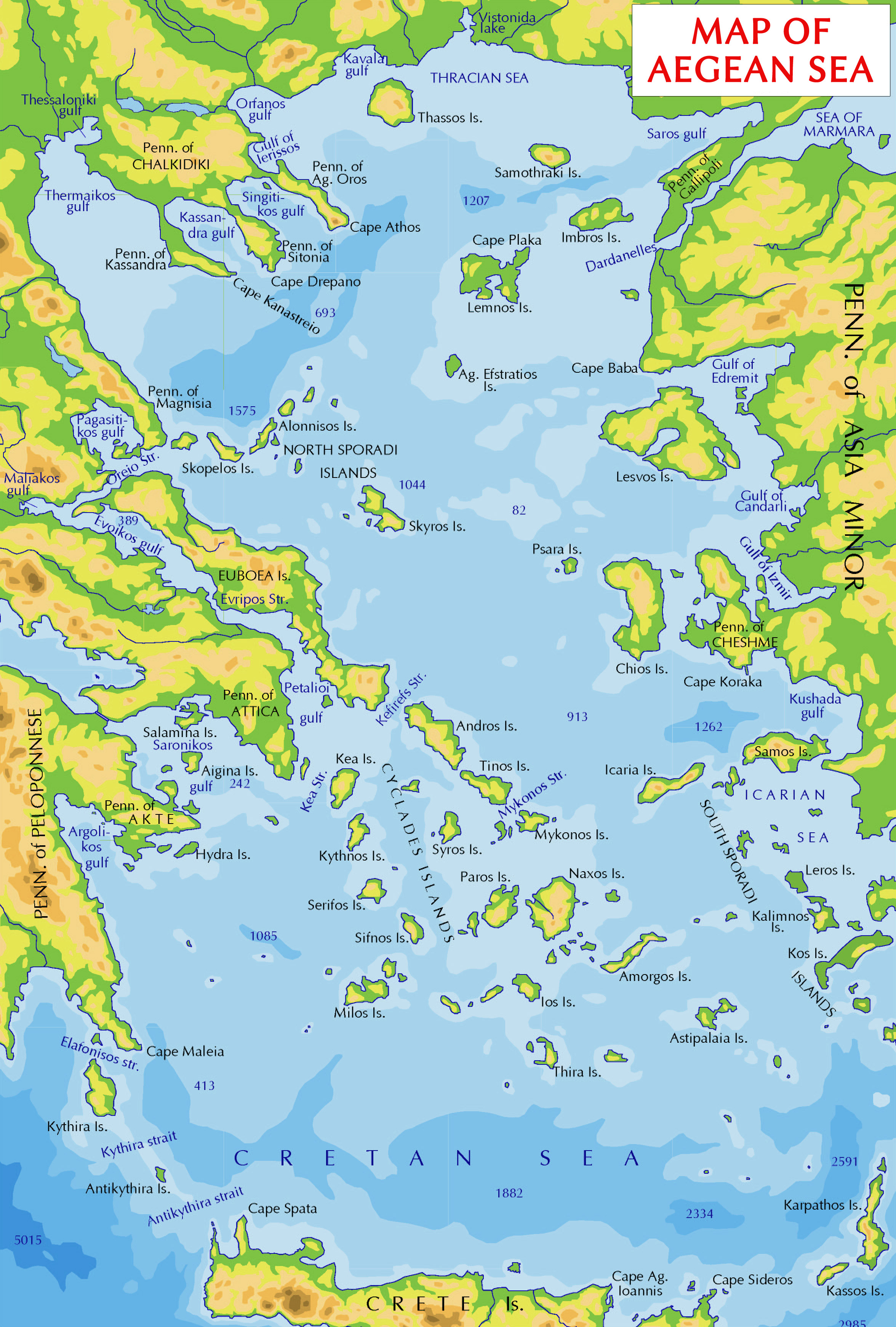
Mapa do mar Egeu

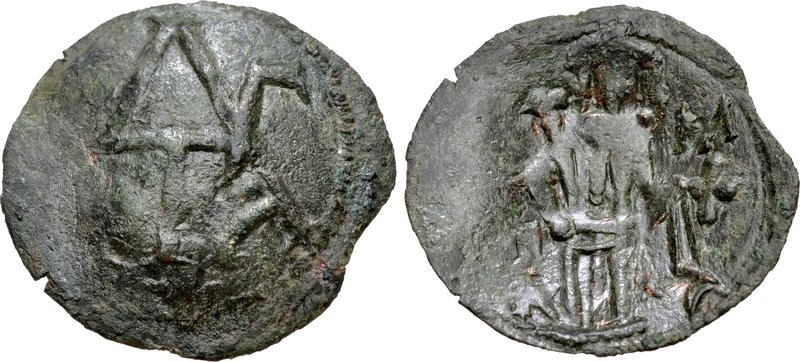
Histameno de r.

Se estes laços com o imperador latino provocaram descontentamento na corte bizantina, por esta época as relações permaneceram boas: a concessão de Quio foi renovada em 1324, e em 1327 Martinho tomou parte em negociações de aliança entre os bizantinos e a República de Veneza. Por esta época, contudo, o comportamento de Martinho tornou-se consideravelmente agressivo: ca. 1325 ele depôs seu irmão como co-regente de Quio e começou a cunhagem de moedas em seu próprio nome. Em 1328, a ascensão dum novo e energético imperador, Andrônico III Paleólogo, ao trono bizantino marcou um ponto de virada nas relações. Um dos principais nobres de Quio, Leão Calóteto, foi encontrar-se com o novo imperador e seu ministro chefe, João Cantacuzeno, para propor a reconquista da ilha.
Andrônico III prontamente concordou. Sob pretexto da edificação não autorizada por Martinho duma nova fortaleza na ilha, o imperador enviou-lhe uma carta na qual ordenou-o que parasse a construção e se apresentasse em Constantinopla no ano seguinte para renovar a concessão da ilha. Martinho rejeitou com altivez as exigências e acelerou a construção, mas agora seu irmão deposto Benedito apresentou uma queixa ao imperador reclamando a partilha de metade das receitas da ilha que lhe eram devidas. Com estes eventos como desculpa, no outono de 1329, Andrônico reuniu uma frota de 105 navios — incluindo as forças do duque de Naxos, Nicolau I Sanudo — e velejou para Quio.
Mesmo após a frota imperial alcançar a ilha, Andrônico III ofereceu deixar Martinho manter suas possessões em troca da instalação duma guarnição bizantina e o pagamento dum tributo anual, mas Martinho recusou-se. Ele afundou suas três galés no porto, proibiu que a população grega portasse armas e trancou-se com 800 homens em sua cidadela, onde ergueu sua bandeira ao invés daquela do imperador. Sua vontade de resistir foi quebrada e ele logo teve que render-se quando seu irmão Benedito rendeu seu próprio forte para os bizantinos e quando os locais acolhendo os invasores. O imperador poupou sua vida, mesmo embora os habitantes de Quio exigissem sua execução, e levou-o prisioneiro para Constantinopla.
Foi permitido a esposa e parentes de Martinho irem livros com suas riquezas móveis, enquanto muitos dos apoiantes dos Zaccaria decidiram ficar na ilha como oficiais imperiais. A Benedito foi oferecido o governo da ilha, mas ele obstinadamente exigiu recebê-la como possessão pessoal do mesmo modo que seu irmão a mantinha, uma concessão que o imperador estava relutante para conceder. Benedito retirou-se para a colônia genovesa de Gálata, de onde alguns anos depois fez uma tentativa mal sucedida para reclamar Quio; ele morreu logo depois. Andrônico III nomeou Calóteto como o novo governador de Quio, e seguiu o seu sucesso ao velejar para Foceia, forçando-o a reconhecer sua suserania.

### Vida posterior e Cruzada de Esmirna

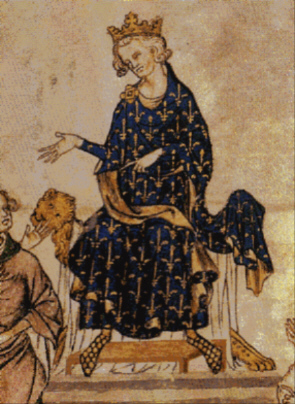
r.

Martinho foi libertado em 1337 por intermédio do papa de Filipe VI da França e recebeu um comando militar e alguns castelos pelo imperador em compensação. Ele então retornou para sua cidade natal, Gênova, e foi nomeado o embaixador da cidade para a Santa Sé. Em setembro de 1343, foi nomeado o comandante de quatro galés papais na cruzada contra Umur Bei, sob o comando geral do titular patriarca latino de Constantinopla, Henrique de Asti. Em vista do caráter de Zaccaria, o papa expressamente alertou Henrique de Asti para não permiti-lo desviar a cruzada numa tentativa de recuperar Quio, e autorizou Henrique a substituir Zaccaria se ele considerasse necessário. A cruzada conseguiu um sucesso rápido e inesperado: Umur Bei foi pego de guarda baixa, e os cruzados recapturaram a cidade inferior de Esmirna em 28 de outubro de 1344.
A cidadela permaneceu em mãos turcas, e a posição dos cruzados permaneceu precária. Com ajuda veneziana, eles fortificaram a cidade inferior para impedi-los de resistir ao contra-ataque de Umur. O emir bombardeou a cidade inferior com manganelas, mas os cruzados conseguiram se organizar e destruí-los, efetivamente quebrando o cerco. Para celebrar este feito, Henrique de Asti decidiu, contra o conselho de outros líderes cruzados, para manter a massa na antiga catedral da cidade, que localiza-se numa terra de ninguém entre a cidadela e a cidade baixa. Os turcos atacaram durante o serviço, em 17 de janeiro de 1345, e matou Zaccaria, Henrique de Asti e outros líderes cruzados presentes.

## Família
Martinho Zaccaria casou-se, provavelmente em algum momento após 1325, com Jaqueline de la Roche. Uma conjectura anterior de Karl Hopf sobre um primeiro casamento com uma filha de Jorge I Ghisi, herdeiro do senhorio de Tinos e Míconos, foi descartada. De seu casamento, Martinho teve dois filhos:
- Bartolomeu Zaccaria (m. 1334). Por direito de sua esposa, foi marquês de Bodonitsa.[13]
- Centurião I Zaccaria (m. 1382). Como único filho sobrevivente, herdou os feudos de seu pai na Moreia em 1345. Ele fundou a linha moreota da família, que posteriormente ascendeu ao título principesco da Acaia sob Maria II e Centurião II.[24]